# Viktor Savinych
Viktor Petrovitsj Savinych (Russisch: Виктор Петрович Савиных) (oblast Kirov, 7 maart 1940) is een voormalig ruimtevaarder uit de Sovjet-Unie. Savinych’s eerste ruimtevlucht was Sojoez T-4 met een Sojoez draagraket en vond plaats op 12 maart 1981. Doel van deze missie was werkzaamheden uitvoeren aan boord van het Russische ruimtestation Saljoet 6.
In totaal heeft Savinych drie ruimtevluchten op zijn naam staan. Tijdens zijn missies maakte hij één ruimtewandeling. In 1989 ging hij als kosmonaut met pensioen. 